# Гвинтова зубчаста передача
Гвинтова́ зубчаста переда́ча — гіперболоїдна зубчаста передача з паралельним або перехресним розташуванням валів, у якій використовуються циліндричні або конічні зубчасті колеса з розташуванням зубів по гвинтовій лінії. 

## Гвинтові зубчасті передачі. Різновиди
Циліндрична гвинтова передача виконується з двома однаковими зубчастими колесами і служить для передачі обертання між двома паралельними осями (наприклад, у шестерінчастих насосах) чи для передачі і перетворення обертального руху між перехресними валами у просторових механізмах. 
До конічних гвинтових передач належить гіпоїдна передача з конічними колесами, що мають косі або криволінійні зуби, у яких вершини вихідних конусів не збігаються. Найчастіше такі передачі застосовуються там, де не виникають великі зусилля. 
Гвинтові зубчасті передачі встановлюють у механізмах з перехресними валами, наприклад у приводах ведучих коліс автомобілів і тракторів, у кінематичних ланцюгах приладів, у вузлах тепловозів, текстильних машин.
Люди не знайомі з механікою, часто плутають цю передачу з черв'ячною.
Але у черв'ячної передачі зовсім інша геометрія, і черв'ячна передача однобічна (рух завжди передається в один бік від черв'яка до черв'ячного колеса).
Зокрема, гвинтова́ зубчаста переда́ча застосовується в безінерційних рибацьких котушках.